# 南大門 (開城市)
開城南大門（朝鲜语：／），是位於朝鮮開城工業地區北安洞，它始建於公元1394年，由四方形的花崗岩砌成，並在1900年改建，後來在1950年12月朝鲜战争中被烧毁，1954年按照原貌重建。
原來是開城特別市內城的南門，城牆上設有箭孔，可攻擊入侵的敵人，四角上還置有疏導雨水的去水道，開城南大門被列為朝鮮民主主義人民共和國第34號國寶，受法律保護。